# Plaćenici (2010.)
Plaćenici (eng. The Expendables), američki akcijski film Sylvestera Stallonea iz 2010. godine o grupi plaćenika koji idu srušiti s vlasti vojnog diktatora u malenoj južnoameričkoj državi. Film je svojevrsna posveta akcijskim filmovima iz 1980-ih i početka 1990-ih, te okuplja okuplja glumačku ekipu veterana iz takvih filmova kao što su Dolph Lundgren, Sylvester Stallone, Arnold Schwarzenegger, Bruce Willis te mlađe snage Jason Statham,Jeta Lija i Jean-Cloude Van Damme. Dio plaćenika je i Randy Couture, višestruki UFC-ov prvak.    

## Radnja
Grupa elitnih plaćenika predvođena Barneyjem Rossom (Sylvester Stallone) poslana je u Adenski zaljev uz obalu Somalije kako bi spriječili lokalne pirate da ubiju grupu talaca. Nakon uspješno obavljenog zadatka, tajanstveni gospodin Church (Bruce Willis) im nudi da odu na neimenovani južnoamerički otok Vilenu i sruše s vlasti lokalnog diktatora, generala Garzu (David Zayas).
Rossov elitni tim ubojice čine Lee Christmas (Jason Statham), bivši pripadnik Specijalnih zračnih snaga koji izvrsno barata hladnim oružjem; Yin Yang (Jet Li), majstor za blisku borbu; Hale Caesar (Terry Crews) koji poznaje Barneya deset godina i specijalist je za oružje duge cijevi; Toll Road (Randy Couture), vješt u rušenju i smatra se mozgom grupe; te Gunnar Jensen (Dolph Lundgren), borbeni veteran i stručnjak za snajpere koji se bori s vlastitim demonima.
Na izvidničkom zadatku u Vileni, Barney i Christmas sastaju se s kontakt osobom Sandrom (Giselle Itie), pripadnicom otočkog pokreta otpora. Također upoznaju bivšeg CIA-inog operativca Jamesa Monroea (Eric Roberts) i njegovog pristašu Painea (Steve Austin) koji su udružili snage s diktatorskim režimom generala Garze. Kada stvari krenu po zlu, Barney i Christmas moraju ostaviti Sandru, osuđujući je tako na smrt.
Opsjednut tim neuspjehom, Barney uvjerava tim da se vrate u Vilenu, spase zatočenicu i završe započeti zadatak. A možda i da spasi vlastitu dušu...

## Uloge
- Sylvester Stallone - Barney Ross
- Jason Statham - Lee Christmas
- Jet Li - Yin Yang
- Dolph Lundgren - Gunner Jensen
- Eric Roberts - James Monroe
- Gisele Itié - Sandra
- David Zayas - General Garza
- Randy Couture - Toll Road
- Terry Crews - Hale Caesar
- Steve Austin - Dan Paine
- Mickey Rourke - Tool
- Gary Daniels - Brit
- Bruce Willis - Gospodin Church
- Charisma Carpenter - Lacy
- Arnold Schwarzenegger - Trent Mauser